# غاو برغ (دشت روم)
غاو برغ (بالفارسية: گاوبرگ) هي قرية تقع في إيران في قسم دشت روم الريفي. يقدر عدد سكانها بـ 56 نسمة بحسب إحصاء 2016.